# Mukul Pahuja
Mukul Pahuja (* 1985 oder 1986 in New York City, New York) ist ein professioneller US-amerikanischer Pokerspieler. Er wurde 2013/14 als Spieler des Jahres der World Poker Tour ausgezeichnet.

## Persönliches
Pahuja wurde in Queens geboren und wuchs mit drei älteren Geschwistern auf Long Island auf. Er folgte dem Beispiel seines Bruders Vineet „Vinny“ Pahuja und arbeitete wie er zunächst an der Wall Street im Finanzwesen und wurde später Pokerprofi. Pahuja lebt in Coconut Creek.

## Pokerkarriere
Pahuja nimmt seit 2008 an renommierten Live-Turnieren teil.
Seine ersten Turnierpreisgelder gewann Pahuja bei Events in Atlantic City. Beim dortigen Circuitevent der World Series of Poker belegte er im Dezember 2009 den vierten Platz im Main Event und gewann anschließend ein Turnier der Variante No Limit Hold’em, was ihm zusammen rund 125.000 US-Dollar einbrachte. Anfang Juni 2010 war er erstmals bei der Hauptturnierserie der World Series of Poker (WSOP) im Rio All-Suite Hotel and Casino am Las Vegas Strip erfolgreich und kam bei zwei Turnieren in die Geldränge. Im August 2011 belegte der Amerikaner beim Hauptturnier der Florida State Poker Championships in Pompano Beach den mit über 90.000 US-Dollar dotierten vierten Rang. Beim Main Event der Seminole Hard Rock Poker Open wurde er Ende August 2013 in Hollywood, Florida, Dritter und erhielt das bisher höchste Preisgeld seiner Karriere von mehr als 870.000 US-Dollar. Anfang Dezember 2013 saß er beim Main Event der World Poker Tour (WPT) in Montreal am Finaltisch und beendete das Turnier auf dem zweiten Platz, der mit über 360.000 US-Dollar bezahlt wurde. Anschließend erreichte Pahuja auch beim WPT-Main-Event im Februar 2014 in Coconut Creek, im März 2014 in San José sowie Mitte April 2014 in Hollywood den Finaltisch. Dort belegte er einen achten, vierten und zweiten Platz und sicherte sich Preisgelder von mehr als einer Million US-Dollar. Aufgrund dieser Erfolge wurde er am Ende der WPT-Saison 2013/14 als Spieler des Jahres der Turnierserie ausgezeichnet. Bei der WSOP 2014 kam der Amerikaner erstmals beim Main Event in die Geldränge und belegte den mit über 50.000 US-Dollar dotierten 101. Platz. Wie im Vorjahr saß er im November 2014 am Finaltisch des Main Events der WPT Montreal und wurde Dritter, wofür Pahuja rund 200.000 Kanadische Dollar erhielt. Im Dezember 2014 entschied er das Main Event des WSOP-Circuits in Atlantic City für sich, was mit knapp 150.000 US-Dollar prämiert wurde. Im Venetian Resort Hotel am Las Vegas Strip gewann er Mitte Juni 2015 ein Deepstack-Turnier mit einem Hauptpreis von 222.000 US-Dollar. Ende Oktober 2015 belegte Pahuja beim High Roller der European Poker Tour auf Malta den zweiten Platz und erhielt rund 290.000 Euro. Mitte Februar 2016 siegte er beim Main Event des WSOP-Circuits in West Palm Beach mit einem Hauptpreis von knapp 200.000 US-Dollar. Im Juni 2016 wurde der Amerikaner bei einem Deepstack-Event im Venetian Zweiter und erhielt aufgrund eines Deals mit Thomas Boivin 300.000 US-Dollar. Bei der WSOP 2019 landete Pahuja im Main Event auf dem mit knapp 70.000 US-Dollar bezahlten 95. Platz.
Insgesamt hat sich Pahuja mit Poker bei Live-Turnieren mehr als 5,5 Millionen US-Dollar erspielt.